# ホセ・デ・カルバハール・イ・ランカステル
ホセ・デ・カルバハール・イ・ランカステル（スペイン語: José de Carvajal y Lancáster、1698年 - 1754年）はスペインの政治家。

## 生涯
彼はリニャーレス公爵の息子であり、彼の母親は副王のコインブラ公爵ホルヘ・デ・レンカストレの子孫であり、ホルヘ・デ・レンカストレはポルトガル王ジョアン2世の庶子だった。サラマンカ大学卒業後、彼はバリャドリッドの大審問院のオイドール（oidor 判事）に任命され、後にインディアス枢機会議の議員となった。首相であるホセ・デル・カンピーリョ・イ・コシオは彼を個人秘書として抜擢した。1746年、彼は通商委員会 (フンタ)の総裁に任命され、地域貿易工業改善のための王立の勅許会社設立を任された。
新国王フェルナンド6世は、統治初年に彼を最初の首相に任命し、中立政策を実施した。1750年に彼はスペインとポルトガルとの間のリオ・デ・ラ・プラタ副王領とブラジルの国境問題の紛争を終わらせる同意書に署名しパラグアイの領土のいくばくかと交換にコロニア・デル・サクラメントをスペインの所属へと戻した。
彼はスペイン王立郵便局を改革し、1752年に王立サン・フェルナンド美術アカデミーを設立した。

## 文献案内
- Molina, Juan: José de Carvajal: un ministro para el reformismo borbónico, Cáceres: Institución Cultural El Brocense, 1999
- Delgado, José Miguel: El proyecto político de Carvajal: pensamiento y reforma en tiempos de Fernando VI, Madrid: CSIC, 2001